# Randori

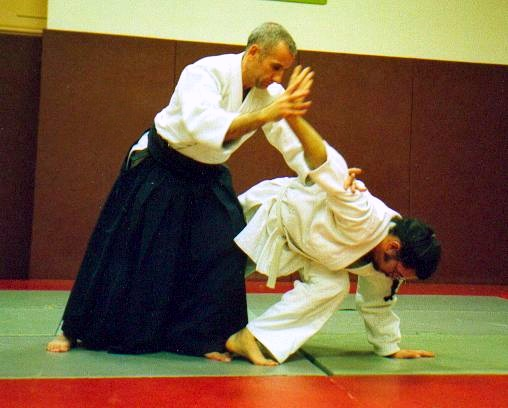
Randori.

Randori (乱 取 り?) es un término usado en artes marciales japoneses para describir la práctica de estilo libre. El término significa literalmente "el caos de tomar" o "agarrar la libertad", lo que implica una libertad de la práctica estructurada de kata. Randori puede contrastarse con kata, como dos tipos potencialmente complementarias de formación.
El significado exacto de randori depende del arte marcial que se utiliza en. En el judo, jiu-jitsu y Shodokan Aikido, entre otros, que más a menudo se refiere al combate de uno-a-uno donde los socios intentan resistir y contrarrestar las técnicas de cada uno. En otros estilos de aikido, en particular, Aikikai, se refiere a una forma de práctica en la que un aikidoka designado defiende contra múltiples atacantes en rápida sucesión sin saber cómo van a atacar o en qué orden.